# تفسير ابن أبي زمنين
تفسير ابن أبي زمنين هو كتاب من كتب تفسير القران الكريم، ألفه الحافظ ابن أبي زمنين (324 هـ-399 هـ)، يعتبر تفسير ابن أبي زمنين تفسير مختصر، اختصر فيه مؤلفه كتاب يحيى بن سلام في تفسير القرآن، فحذف منه التكرار وبعض الزوائد التي يقوم علم التفسير بدونها مما يسهل فهم الكتاب على الدارسين، كذلك أضاف ابن أبي زمنين بعض الزيادات الضرورية من غير كتاب تفسير يحيى بن سلام واتبع ذلك بكثره في الاعراب واللغة.
مثال لتفسير ابن أبي زمنين:
باب ما جاء في بسم الله الرحمن الرحيم : قال يحيى حدثني أبو أمية بن يعلى عن قتادة عن عبد الله بن مسعود قال كنا نكتب باسمك اللهم زمانا فلما نزلت قل ادعوا الله أو ادعوا الرحمن كتبا بسم الله الرحمن فلما نزلت إنه من سليمان وإنه بسم الله الرحمن الرحيم كتبنا بسم الله الرحمن الرحيم، وقال يحيى حدثنا الحسن بن دينار عن الحسن البصري قال لم تنزل بسم الله الرحمن الرحيم في شيء من القرآن إلا في هذه الآية إنه من سليمن ويجعله مفتاح القراءة إذا قرأ، وقال يحيى حدثني أبو الأشهب عن الحسن أنه قال هذان الأسمان من أسماء الله ممنوعان لم يستطع أحد من الخلق أن ينتحلهما الله والرحمن قال محمد قيل الجالب للباء في باسم الله معنى الابتداء كأنك قلت أبدأ باسم الله.